# Coelichneumon tournieri
Coelichneumon tournieri är en stekelart som först beskrevs av Maurice Pic 1899.  Coelichneumon tournieri ingår i släktet Coelichneumon och familjen brokparasitsteklar. Inga underarter finns listade i Catalogue of Life.